# Alicja Andrzejewska
Alicja Andrzejewska – polska działaczka samorządowa, oświatowa, działaczka na rzecz dzieci.

## Życiorys
Od 1965 do 1974 była nauczycielką w szkołach podstawowych. Potem pełniła funkcję dyrektora Ogniska Pracy Pozaszkolnej w Złotowie. Działała też w harcerstwie, była kuratorem sądowym dla nieletnich, ławnikiem sądowym w Poznaniu i Pile, wieloletnią przewodniczącą pilskiej Miejskiej Komisji ds. Rozwiązywania Problemów Alkoholowych, radną miejską w Złotowie, jak również działaczką Towarzystwa Przyjaciół Dzieci (prezesem zarządu miejskiego w Złotowie, członkiem zarządu wojewódzkiego, a potem okręgowego w Pile, członkiem zarządu Oddziału Wielkopolskiego w Poznaniu i Głównej Komisji Rewizyjnej w Warszawie). Od 2005 pełniła funkcję Społecznego Rzecznika Praw Dziecka TPD. Organizowała koła TPD, kolonie i półkolonie dla dzieci, imprezy, wyjazdy i konkursy artystyczne, np. w listopadzie 2005 zorganizowała I Regionalny Sejmik Dziecięcy.

## Ordery i odznaczenia
Otrzymała następujące odznaczenia i wyróżnienia:
- Złoty Krzyż Zasługi,
- Medal Komisji Edukacji Narodowej,
- Medal im. dr Jordana,
- Złota Odznaka Zasłużony Działacz TPD,
- Specjalna Odznaka Przyjaciel Dziecka,
- tytuł "Społecznik Roku Przyjaciela Dziecka" (2017)[1].